# Kadjar (tribu)
Pour les articles homonymes, voir Kadjar.
Les Qajars (azéri : Qacarlar, persan : ایل قاجار), également orthographiés Kadjars, Kajars, Kadzhars, Cadzhars, Cadjars, Ghajars, etc., sont un clan de la tribu Bayat des Turcs oghouzes qui vivaient différemment, avec d'autres tribus, dans la région désormais devenue l'Arménie, l'Azerbaïdjan et le nord-ouest de l'Iran. Ils sont considérés comme un sous-groupe des Azerbaïdjanais.
Avec la fin de l'ère safavide, ils s'étaient divisés en plusieurs factions. Ceux-ci comprenaient le Ziyādoghlu (Ziādlu), associé à la région de Ganja et d'Erevan, ainsi que le Qoyunlu (Qāvānlu) et le Davālu (Devehlu), les deux derniers associés aux régions du nord de l'Iran contemporain.